# جيم فيتزباتريك (ممثل)
جيم فيتزباتريك (بالإنجليزية: Jim Fitzpatrick)‏ مواليد 28 أغسطس 1959 في أوماها، الولايات المتحدة، هو ممثل ومخرج ومنتج وكاتب سيناريو أمريكي بدأ مسيرته الفنية سنة 1963.

## الأعمال
- فرقة العصابات
- حكاية دولفين
- إليزابيث تاون
- خارق للطبيعة
- المقاطعة
- إي آر
- نافي سيلز
- جاغ
- أرمجدون
- المحيط الهادي الأزرق
- أول ماي تشيلدرن
- أيام حياتنا
- ديزاينينغ وومين
- سانتا باربرا
- شرنقة

## روابط خارجية
- جيم فيتزباتريك على موقع IMDb (الإنجليزية)
- جيم فيتزباتريك على موقع ألو سيني (الفرنسية)
- جيم فيتزباتريك على موقع أول موفي (الإنجليزية)
- جيم فيتزباتريك على موقع قاعدة بيانات الفيلم (الإنجليزية)
- جيم فيتزباتريك على موقع كينوبويسك (الروسية)
- جيم فيتزباتريك على موقع كينوبويسك (الروسية)